# 格诺·彼得里阿什维利

格诺·彼得里阿什维利 (2021)

格诺·彼得里阿什维利（1994年4月1日—），格鲁吉亚男子摔跤运动员。他曾代表格鲁吉亚参加2016年和2020年夏季奥林匹克运动会摔跤比赛，获得一枚银牌和一枚铜牌。